# Vella Gulf (Schiff, 1993)
Vella Gulf war ein Lenkwaffenkreuzer, der von 1993 bis 2022 im Dienst der United States Navy stand. Sie gehörte der Ticonderoga-Klasse an und trug die Schiffskennung CG-72.

## Geschichte

### Name
Die Vella Gulf wurde nach der Schlacht im Vella-Golf im Zweiten Weltkrieg benannt.
Während der aktiven Dienstzeit in den Jahren 1988 bis 2023 war dem Namen das Präfix „U.S.S.“ als Abkürzung für United States Ship vorangestellt. Als Schiffskennung vergeben wurde das Kürzel CG für den Schiffstyp Cruiser, Guided Missile in Verbindung mit der innerhalb dieses Schiffstyps eindeutigen Kennnummer 72.

### Bau
CG-72 wurde 1988 in Auftrag gegeben und 1991 bei Ingalls Shipbuilding auf Kiel gelegt. 1992 lief der Kreuzer vom Stapel und wurde durch Mrs. Mary Ann McCauley auf den Namen Vella Gulf getauft. Im Juli 1993 erfolgte die offizielle Indienststellung in die Flotte der US Navy.

### Einsätze
Mehrfach, so erstmals 1998, nahm die USS Vella Gulf an der Übung BALTOPS teil, einem multidimensionalen Manöver, das seit 1971 jährlich in der Ostsee stattfindet und von der United States Navy organisiert wird. Nach dem Ende des Kalten Krieges wurden auch Marinen der ehemaligen UdSSR dazu eingeladen.
Aus der Adria startete der Kreuzer 1999 Marschflugkörper gegen Landziele der damaligen Bundesrepublik Jugoslawien im Rahmen der Operation Allied Force. Nach den Terroranschlägen am 11. September 2001 kreuzte der Kreuzer an der Seite der George Washington vor der Küste New Yorks. Nur wenige Tage später verlegte die Vella Gulf mit der Theodore Roosevelt im Rahmen der ersten Phase der Operation Enduring Freedom.
2003 nahm das Schiff wieder an der Übung BALTOPS teil. 2004 fuhr die Vella Gulf mit der George Washington, die Kampfgruppe verlegte durch das Mittelmeer in den Indischen Ozean. Im Rahmen der Operation Iraqi Freedom fuhren die Schiffe auch im Persischen Golf. 2006 nahm der Kreuzer das dritte Mal an der Ostsee-Übung BALTOPS teil, im folgenden Jahr wurde sie als Geleitschutz für die Bataan eingesetzt.
2008 verlegte die Vella Gulf an der Seite der Iwo Jima. Während dieser Fahrt verfolgte der Kreuzer das von somalischen Piraten besetzte Frachtschiff Faina, das unter anderem mit Kampfpanzern des Typs T-72 beladen war. Am 12. und 13. Februar 2009 verhinderte der Kreuzer jeweils einen Piratenangriff auf Frachtschiffe und nahm insgesamt 16 mutmaßliche Piraten fest. Diese wurden auf das Versorgungsfrachtschiff Lewis and Clark weitertransferiert, die die Personen nach Kenia brachte, wo ihnen der Prozess gemacht werden sollte. Im Mai 2009 nahm die U.S.S. Vella Gulf an der New Yorker Fleet Week teil. In der zweiten Jahreshälfte 2010 fuhr der Kreuzer im Rahmen der National Missile Defense im Mittelmeer.
Im Jahr 2017 war USS Vella Gulf Teil der Carrier Strike Group 11, die Angriffe gegen ISIS im Irak und in Syrien durchführte.
Im Jahr 2020 war die USS Vella Gulf als Teil der Flugzeugträgerkampfgruppe um Dwight D. Eisenhower 205 Tage am Stück auf See, als wegen der Covid-19-Pandemie kein Landgang möglich war.

### Außerdienststellung

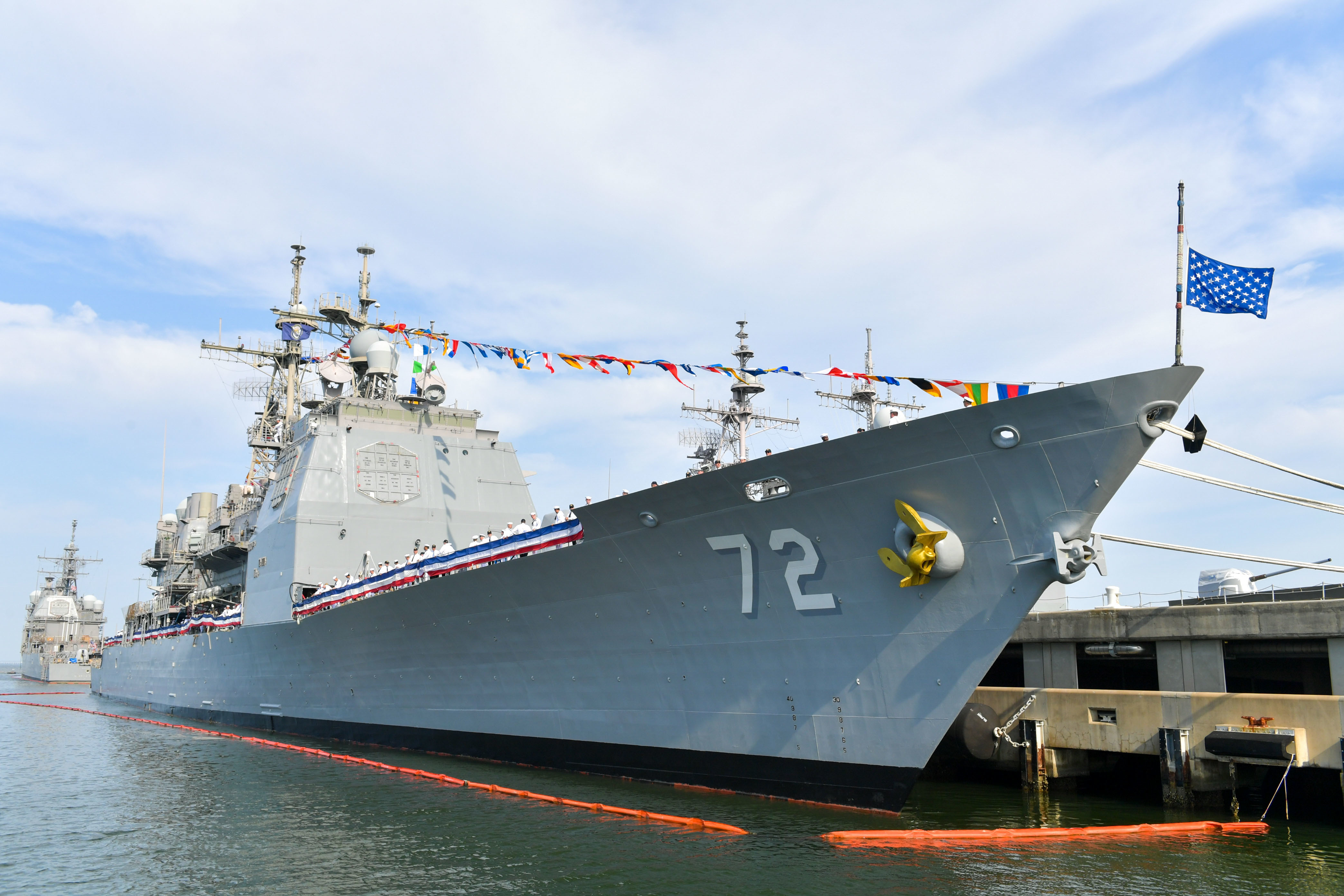
Feier zur Außerdienststellung von U.S.S. Vella Gulf am 8. August 2022 in Norfolk

U.S.S. Vella Gulf wurde am 4. August 2022 in Naval Station Norfolk aus dem aktiven Dienst verabschiedet. Sie wurde am 30. September 2022 außer Dienst gestellt und aus der Flottenliste gestrichen. Sie wurde zur Naval Inactive Ships Maintenance Facility (NISMF) in Philadelphia geschleppt und dem NAVSEA Inactive Ships On-site Maintenance Office überstellt.